# Алатау (Туркестанская область)
Алатау (каз. Алатау, до 1992 г. — Новостройка) — село в Толебийском районе Туркестанской области Казахстана. Административный центр Алатауского сельского округа. Находится примерно в 12 км к востоку от центра города Ленгер. Код КАТО — 515837100.

## Население
В 1999 году население села составляло 2032 человека (1038 мужчин и 994 женщины). По данным переписи 2009 года, в селе проживали 1874 человека (954 мужчины и 920 женщин).